# Myersiohyla inparquesi
Espèce
Synonymes
- Hyla inparquesi Ayarzagüena & Señaris, 1994

Statut de conservation UICN

 NT  : Quasi menacé
Myersiohyla inparquesi est une espèce d'amphibiens de la famille des Hylidae.

## Répartition
Cette espèce est endémique de l'État d'Amazonas au Venezuela. Elle se rencontre à environ 2 600 m d'altitude sur le Cerro Marahuaca,.

## Publication originale
- Ayarzagüena & Señaris, 1994 : Dos nuevas especies de Hyla (Anura; Hylidae) para las cumbres tepuyanas del Estado Amazonas, Venezuela. Memoria de la Sociedad de Ciencias Naturales La Salle, vol. 53, no 139, p. 127-146.